# Velika Branjska
Velika Branjska – wieś w Chorwacji, w żupanii kopriwnicko-kriżewczyńskiej, w gminie Sokolovac. W 2011 roku liczyła 31 mieszkańców.